# Колонија (Клуж)
Колонија (рум. Colonia) насеље је у Румунији у округу Клуж у општини Тритениј Де Жос. Oпштина се налази на надморској висини од 381 m.

## Становништво
Према подацима из 2002. године у насељу је живело 478 становника.

### Попис2002.
| Расподела становништва по националности 2002.‍ | Расподела становништва по националности 2002.‍ | Расподела становништва по националности 2002.‍ | Расподела становништва по националности 2002.‍ | Расподела становништва по националности 2002.‍ |
| --------------------------------------------- | --------------------------------------------- | --------------------------------------------- | --------------------------------------------- | --------------------------------------------- |
|                                               |                                               |                                               |                                               |                                               |
| Румуни                                        | Румуни                                        |                                               | 133                                           | 27,9%                                         |
| Мађари                                        | Мађари                                        |                                               | 344                                           | 72,1%                                         |